# 阿含宗本山
阿含宗本山（あごんしゅうほんざん）は、京都府京都市山科区にある阿含宗の本山であり、宗教法人。
毎年2月11日には本山境内地において「炎の祭典・阿含の星まつり」が開催される。同庭園にある蝸牛庵は「阿含桐山杯」決勝戦の会場となっている。境内地に管理棟、錬成道場などの施設がある。